# Шатовилен, Жоашен де Лабом
Жоашен де Лабом (фр. Joachim de la Baume; ум. после 1549), граф де Шатовилен — французский государственный деятель.

## Биография
Сын Марка де Лабома, графа де Монревеля, от второго брака с Анной де Шатовилен.
Барон де Грансе, сеньор де Жено, Фогон, Бюиссоне, Пресси, Велу, Тиль, Мариньи и Ла-Рош-дю-Ванель.
По желанию своей матери, и с позволения короля, добавил к имени Лабом имя Шатовилен. 7 июля 1515 мать передала ему земли и сеньории Шатовилен, Крансе, Блессонвиль, Маринесс, Орж, Купре, а после заключения брака — земли и сеньории Грансе, Селонье, Жемо, Виллер, Мороже, Сатенуаж, Тиль в Шено, Мийи, Тиль в Шампани и вообще все свои земли.
Генрих II возвел сеньорию Шатовилен в ранг графства, и назначил Жоашена генеральным наместником Бургундии. В 1549 году тот участвовал в церемонии коронации Екатерины Медичи.

## Семья
Жена (контракт 2.01.1534): Жанна де Муа, дочь Никола, сеньора де Муа, и Франсуазы де Тард
Дочь:
- Антуанетта де Лабом (ум. 4.09.1572), графиня де Шатовилен. Муж: Жан д'Аннебо (ум. 1562), барон де Ла-Юноде, бальи Эврё